# Pachyanthidium lachrymosum
Pachyanthidium lachrymosum là một loài Hymenoptera trong họ Megachilidae. Loài này được Smith mô tả khoa học năm 1879.